# Василёв, Владимир Юдич
Влади́мир Юдич Василёв (настоящая фамилия — Старошкловский; 8 февраля 1931, Москва — 24 августа 2017, там же) — советский и российский балетмейстер, руководитель Государственного театра классического балета, который возглавлял вместе со своей женой, Наталией Касаткиной. Народный артист Российской Федерации (1995).

## Биография
Родился в Москве в семье врачей — Юды Моисеевича Старошкловского и Евгении Константиновны Василёвой, заведующей физиотерапевтическим отделением. Тётя (сестра отца) — врач и литератор Роза Моисеевна Старошкловская, автор книги для детей «Из жизни Раисы» (1972) и трудов в области сосудистой хирургии, доцент кафедры общей хирургии Первого Московского медицинского института.
Во время войны семья какое-то время жила в эвакуации. В 1943 году, вернувшись в Москву, Владимир поступил в ансамбль Игоря Моисеева и — одновременно — в хореографическое училище при Большом театре. Однако по недоразумению его имени не оказалось в списке принятых в ансамбль, и он начал учиться в училище.
В 1949 году Владимир Василёв стал артистом Большого театра, где занимался в классе Асафа Мессерера. Также по настоянию родителей он поступил на актёрский факультет ГИТИСа, который окончил в 1953 году с дипломом артиста кино и драмы. Окончил Василёв и курс молодых сочинителей у Николая Каретникова при Союзе композиторов.
Постепенно артист начал ставить концертные номера для солистов Большого театра, а затем и сочинять целые балеты. В это время (с 1954 года) у него сложился творческий союз с солисткой Большого театра, ученицей Марины Семёновой Наталией Касаткиной (1934—2024), которая вскоре стала его женой. Вместе они поставили на сцене Большого балет «Ванина Ванини» на музыку Николая Каретникова (1962), за ним последовали такие балеты, как «Героическая поэма» («Геологи», 1964, музыка Николая Каретникова), «Весна священная» (музыка Игоря Стравинского, 1965), «Тристан и Изольда» на музыку Pихарда Вагнера (1967), «Прелюдии и фуги» на музыку Иоганна Себастьяна Баха (1968), «Наш двор» (музыка Тихона Хренникова, 1970), и др.
В 1966 году при содействии Министерства культуры СССР был создан Хореографический концертный ансамбль «Молодой балет», который возглавил Игорь Моисеев. В 1977 году руководство ансамблем было передано Владимиру Василёву и Наталии Касаткиной. С тех пор они бессменно возглавляли этот проект, который с 1992 года получил название «Государственный академический театр классического балета под руководством Н. Касаткиной и В. Василёва».
Скончался в ночь на 24 августа 2017 года.
Похоронен на Зеленковском кладбище в Истринском районе Подмосковья.

## Награды и звания
- Народный артист Российской Федерации (1995).
- Заслуженный деятель искусств РСФСР (1984).
- Благодарность Министра культуры и массовых коммуникаций Российской Федерации (6 июля 2006 года) — за  активную и многолетнюю плодотворную работу по пропаганде отечественного хореографического искусства и в связи с 25-летием основания автономной некоммерческой организации «Редакция журнала «Балет»[4].